# المنصف (بلنسية)
المنصف أو المَصَاف أو المُصافِس (بالإسبانية: Almusafes) هي بلدية في منطقة بلنسية في إسبانيا.
كانت المنصف في الأصل قرية مسلمة صغيرة تتكون من عدة بيوت ريفية وبرج. كان هناك مكتب جمركي (مصاف بالعربية ومنها يأتي اسم البلدة: المصاف) لتحصيل حقوق عبور البضائع الداخلة والخارجة من مدينة بلنسية المجاورة. 

## معرض الصور
- برج الرصيف، يعتقد أنه بُني بين القرنين التاسع والثاني عشر
- كنسية القديس بَرطُلوم